# Tell her
Tell her is de debuutsingle van de Nederlandse zanger Jim. In maart 2003 werd hij tweede in de eerste editie van het televisieprogramma Idols achter de winnaar Jamai.
Nadat de single van Jamai zeven weken op de eerste plaats in de Nederlandse hitlijsten had gestaan, versloeg Jim alsnog Jamai door met Tell her nieuw binnen op 1 te komen. Het was de dertiende keer dat een plaat vanuit het niets op de eerste plaats terechtkwam. Na drie weken moest de single wijken voor Get busy van Sean Paul in de Nederlandse Top 40. In de Mega Top 50 wist het nummer nog een weekje langer de eerste plaats te bezetten.
Het tweede nummer op de single is Jessie, een cover van Joshua Kadison. Het origineel kwam in 1994 tot nummer zes in de Nederlandse Top 40 en nummer tien in de Mega Top 50.

## Tracklist
1. Tell her
2. Tell her (Instrumentaal)
3. Jessie

| Tell her in de Nederlandse Top 40 - binnen: 17 mei 2003 | Tell her in de Nederlandse Top 40 - binnen: 17 mei 2003 | Tell her in de Nederlandse Top 40 - binnen: 17 mei 2003 | Tell her in de Nederlandse Top 40 - binnen: 17 mei 2003 | Tell her in de Nederlandse Top 40 - binnen: 17 mei 2003 | Tell her in de Nederlandse Top 40 - binnen: 17 mei 2003 | Tell her in de Nederlandse Top 40 - binnen: 17 mei 2003 | Tell her in de Nederlandse Top 40 - binnen: 17 mei 2003 | Tell her in de Nederlandse Top 40 - binnen: 17 mei 2003 | Tell her in de Nederlandse Top 40 - binnen: 17 mei 2003 | Tell her in de Nederlandse Top 40 - binnen: 17 mei 2003 |
| Week                                                    | 1                                                       | 2                                                       | 3                                                       | 4                                                       | 5                                                       | 6                                                       | 7                                                       | 8                                                       | 9                                                       | 10                                                      |
| ------------------------------------------------------- | ------------------------------------------------------- | ------------------------------------------------------- | ------------------------------------------------------- | ------------------------------------------------------- | ------------------------------------------------------- | ------------------------------------------------------- | ------------------------------------------------------- | ------------------------------------------------------- | ------------------------------------------------------- | ------------------------------------------------------- |
| Nummer                                                  | 1                                                       | 1                                                       | 1                                                       | 3                                                       | 6                                                       | 12                                                      | 26                                                      | 27                                                      | 33                                                      | Uit                                                     |

| Tell her in de Mega Top 50 - binnen: 17 mei 2003 | Tell her in de Mega Top 50 - binnen: 17 mei 2003 | Tell her in de Mega Top 50 - binnen: 17 mei 2003 | Tell her in de Mega Top 50 - binnen: 17 mei 2003 | Tell her in de Mega Top 50 - binnen: 17 mei 2003 | Tell her in de Mega Top 50 - binnen: 17 mei 2003 | Tell her in de Mega Top 50 - binnen: 17 mei 2003 | Tell her in de Mega Top 50 - binnen: 17 mei 2003 | Tell her in de Mega Top 50 - binnen: 17 mei 2003 | Tell her in de Mega Top 50 - binnen: 17 mei 2003 | Tell her in de Mega Top 50 - binnen: 17 mei 2003 | Tell her in de Mega Top 50 - binnen: 17 mei 2003 | Tell her in de Mega Top 50 - binnen: 17 mei 2003 | Tell her in de Mega Top 50 - binnen: 17 mei 2003 | Tell her in de Mega Top 50 - binnen: 17 mei 2003 | Tell her in de Mega Top 50 - binnen: 17 mei 2003 | Tell her in de Mega Top 50 - binnen: 17 mei 2003 |
| Week                                             | 1                                                | 2                                                | 3                                                | 4                                                | 5                                                | 6                                                | 7                                                | 8                                                | 9                                                | 10                                               | 11                                               | 12                                               | 13                                               | 14                                               | 15                                               |                                                  |
| ------------------------------------------------ | ------------------------------------------------ | ------------------------------------------------ | ------------------------------------------------ | ------------------------------------------------ | ------------------------------------------------ | ------------------------------------------------ | ------------------------------------------------ | ------------------------------------------------ | ------------------------------------------------ | ------------------------------------------------ | ------------------------------------------------ | ------------------------------------------------ | ------------------------------------------------ | ------------------------------------------------ | ------------------------------------------------ | ------------------------------------------------ |
| Nummer                                           | 1                                                | 1                                                | 1                                                | 1                                                | 4                                                | 4                                                | 5                                                | 6                                                | 10                                               | 14                                               | 21                                               | 29                                               | 39                                               | 50                                               | Uit                                              |                                                  |